# Will Forte

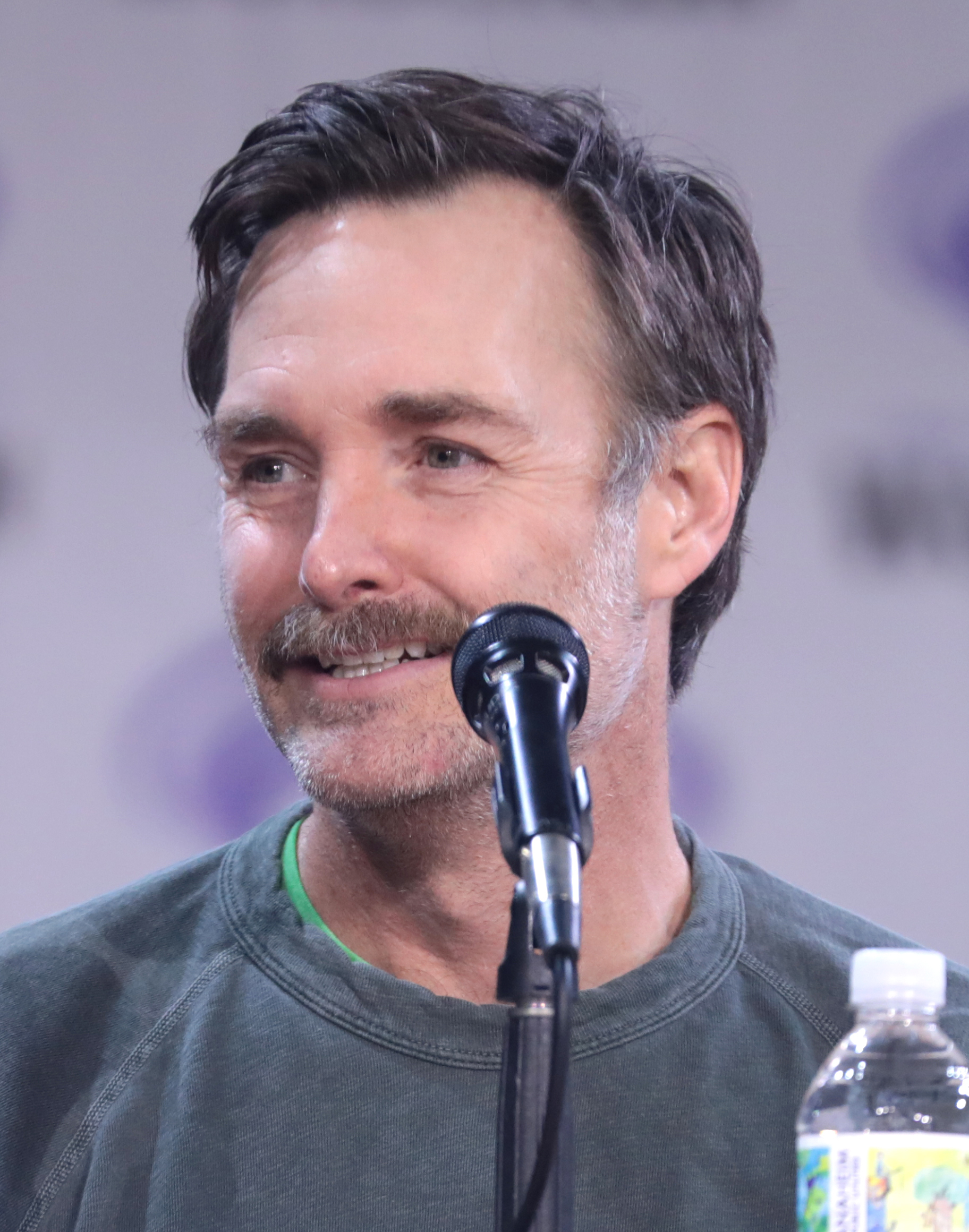
Will Forte (2023)

Will Forte (* 17. Juni 1970 im Alameda County, Kalifornien) ist ein US-amerikanischer Schauspieler, Komiker, Autor und Synchronsprecher.

## Leben
Forte wuchs in Lafayette im US-Bundesstaat Kalifornien auf. Er studierte Geschichte an der UCLA und arbeitete nach seinem Abschluss zunächst als Finanzmakler in Los Angeles.
Noch in dieser Zeit begann Forte Drehbücher und Sketche zu schreiben, kündigte schließlich seinen Job und nahm Kurse bei der Comedygruppe und -schule The Groundlings, bei der er später auch ein festes Mitglied wurde. Forte war zwischen 1997 und 2002 Schreiber für diverse amerikanische Comedyserien und Sitcoms, darunter die Late Show with David Letterman, Hinterm Mond gleich links und Die wilden Siebziger.
2002 wurde Forte Ensemblemitglied von Saturday Night Live, wobei er auch hier als Autor tätig war. So schrieb er etwa die MacGruber-Sketche, die 2010 mit ihm in der Hauptrolle als Kinofilm adaptiert wurden. Im August 2010 verließ Forte nach acht Jahren Saturday Night Live, um sich auf andere Projekte zu konzentrieren.
Forte war zunächst in Nebenrollen in verschiedenen Kinofilmen und Serien zu sehen. Von 2010 bis 2014 trat er gelegentlich in der Late-Night-Show als Conan von Conan O’Brien auf, in der er den TBS-Gründer und Medienmogul Ted Turner verkörperte. In diversen Fernsehserien und Computerspielen ist Forte auch als Sprecher zu hören, etwa in Wolkig mit Aussicht auf Fleischbällchen, The LEGO Movie und Willkommen in Gravity Falls.
2013 spielte Forte eine der beiden Hauptrollen in Alexander Paynes ausgezeichneten Filmdrama Nebraska.
Von 2015 bis 2017 lief auf dem Sender Fox die von ihm kreierte Fernsehserie The Last Man on Earth, in der er neben Kristen Schaal auch die Hauptrolle spielte.

## Filmografie (Auswahl)
- 1997: Late Show with David Letterman (Fernsehserie, eine Episode)
- 2002–2003: Clone High (Fernsehserie, 13 Episoden, Stimme)
- 2002–2012: Saturday Night Live (Fernsehserie, 156 Episoden)
- 2004: In 80 Tagen um die Welt (Around the World in 80 Days)
- 2005: Samson and Delilah (Kurzfilm)
- 2006: Campus Ladies (Fernsehserie, 2 Episoden)
- 2006: Bierfest (Beerfest)
- 2006: Drawn Together (Fernsehserie, eine Episode, Stimme)
- 2006: Aqua Teen Hunger Force (Fernsehserie, eine Episode, Stimme)
- 2007: Flight of the Conchords (Fernsehserie, eine Episode)
- 2007: Die Solomon Brüder (The Brothers Solomon)
- 2007: Tim and Eric Nite Live (Fernsehserie, eine Episode)
- 2007–2010: Tim and Eric Awesome Show, Great Job! (Fernsehserie, 5 Episoden)
- 2007–2012: 30 Rock (Fernsehserie, 12 Episoden)
- 2008: Baby Mama
- 2008: Young Person's Guide to History (Fernsehserie, eine Episode)
- 2008: Falseface (Kurzfilm)
- 2008, 2010: How I Met Your Mother (Fernsehserie, 2 Episoden)
- 2009: Slammin’ Salmon – Butter bei die Fische! (The Slammin’ Salmon)
- 2009: Brief Interviews with Hideous Men
- 2009: Fanboys
- 2009: Wolkig mit Aussicht auf Fleischbällchen (Cloudy with a Chance of Meatballs, Stimme)
- 2009: Sit Down, Shut Up (Fernsehserie, 13 Episoden, Stimme)
- 2009–2013: The Cleveland Show (Fernsehserie, 24 Episoden, Stimme)
- 2009–2025: American Dad (American Dad!, Fernsehserie, 8 Episoden, Stimme)
- 2010: The Life & Times of Tim (Fernsehserie, eine Episode, Stimme)
- 2010: MacGruber
- 2010: WWE Raw (Fernsehserie, eine Episode)
- 2010: Funny or Die Presents… (Fernsehserie, 2 Episoden)
- 2010: Squidbillies (Fernsehserie, eine Episode, Stimme)
- 2010–2013: Conan (Fernsehserie, 14 Episoden)
- 2011: Parks and Recreation (Fernsehserie, eine Episode)
- 2011: A Good Old Fashioned Orgy
- 2011: Audio Tour (Kurzfilm)
- 2011: Allen Gregory (Fernsehserie, 7 Episoden, Stimme)
- 2011–2012: Up All Night (Fernsehserie, 3 Episoden)
- 2011, 2015: The League (Fernsehserie, 2 Episoden)
- 2012: Tim & Eric's Billion Dollar Movie (Tim and Eric’s Billion Dollar Movie)
- 2012: The Bluegrass Brainwash Conspiracy (Kurzfilm)
- 2012: The Immigrant (Kurzfilm)
- 2012: First Look: Ultimate Teaser Trailer (Kurzfilm)
- 2012: Der Chaos-Dad (That’s My Boy)
- 2012: Rock of Ages
- 2012: The Watch – Nachbarn der 3. Art (The Watch)
- 2012: Rebounding (Fernsehfilm)
- 2012–2013: Comedy Bang! Bang! (Fernsehserie, 2 Episoden)
- 2012–2015: S3 – Stark, schnell, schlau (Fernsehserie, 20 Episoden, Stimme)
- 2012–2016: Willkommen in Gravity Falls (Gravity Falls, Fernsehserie, 15 Episoden, Stimme)
- 2013: Voll und ganz und mittendrin (Run & Jump)
- 2013: Nebraska
- 2013: Drunk History (Fernsehserie, eine Episode)
- 2013: Kindsköpfe 2 (Grown Ups 2)
- 2013: Life of Crime
- 2013: Wolkig mit Aussicht auf Fleischbällchen 2 (Cloudy with a Chance of Meatballs 2, Stimme)
- 2013: Coffin Dodgers (Kurzfilm)
- 2013–2014: Kroll Show (Fernsehserie, 3 Episoden)
- 2013–2024: Bob’s Burgers (Fernsehserie, 9 Episoden, Stimme)
- 2014: The LEGO Movie (Stimme)
- 2014: 22 Jump Street (Stimme)
- 2014: Apartment Troubles
- 2014: Broadway Therapy (She’s Funny That Way)
- 2014–2015: The Awesomes (Fernsehserie, 10 Episoden)
- 2014–2022: Die Simpsons (The Simpsons, Fernsehserie, 3 Episoden, Stimme)
- 2015: Don Verdean – Der Zweck heiligt die Mittel (Don Verdean)
- 2015: 7 Days in Hell (Fernsehfilm)
- 2015: Voll auf die Nuss (Get Squirrely, Stimme)
- 2015: Staten Island Sommer (Staten Island Summer)
- 2015: Die lächerlichen Sechs (The Ridiculous Six)
- 2015: Moonbeam City (Fernsehserie, 10 Episoden, Stimme)
- 2015–2018: The Last Man on Earth (Fernsehserie, 66 Episoden)
- 2016: Keanu
- 2016: Popstar: Never Stop Never Stopping
- 2016: Maya & Marty (Fernsehserie, eine Episode)
- 2017: Tour de Pharmacy (Fernsehfilm)
- 2017: Tim and Eric Awesome Show Great Job! Awesome 10 Year Anniversary Version, Great Job? (Fernsehfilm)
- 2017: Tim and Eric's Bedtime Stories (Fernsehserie, eine Episode)
- 2018: Eine nutzlose und dumme Geste (A Futile and Stupid Gesture)
- 2018: Luis und die Aliens (Luis & the Aliens, Stimme)
- 2018: Lethal Weapon (Fernsehserie, eine Episode)
- 2019: Future Man (Fernsehserie, eine Episode, Stimme)
- 2019: The LEGO Movie 2 (The Lego Movie 2: The Second Part, Stimme)
- 2019: Extra Ordinary – Geisterjagd für Anfänger (Extra Ordinary)
- 2019: Booksmart
- 2019: Good Boys
- 2019: Alien News Desk (Fernsehserie, 12 Episoden, Stimme)
- 2019: Die Geldwäscherei (The Laundromat)
- 2019, 2023: I Think You Should Leave with Tim Robinson (Fernsehserie, 2 Episoden)
- 2020: Drunk Bus
- 2020: Flipped (Fernsehserie, 11 Episoden)
- 2020: Familie Willoughby (The Willoughbys, Stimme)
- 2020: Dwell (Kurzfilm)
- 2020: Scooby! Voll verwedelt (Scoob!, Stimme)
- 2020: The Shivering Truth (Fernsehserie, eine Episode, Stimme)
- 2020: Hoops (Fernsehserie, eine Episode, Stimme)
- 2020: Invisible Virtual Table Read
- 2021: No Activity (Fernsehserie, 7 Episoden, Stimme)
- 2021: America: Der Film (America: The Motion Picture, Stimme)
- 2021–2023: HouseBroken (Fernsehserie, 30 Episoden, Stimme)
- 2021–2024: Sweet Tooth (Fernsehserie, 4 Episoden)
- seit 2021: The Great North (Fernsehserie, Stimme)
- 2022: Studio 666
- 2022: Weird: Die Al Yankovic Story (Weird: The Al Yankovic Story)
- 2023: Scott Pilgrim hebt ab (Fernsehserie, 2 Episoden, Stimme)
- 2023: Aliens Abducted My Parents and Now I Feel Kinda Left Out
- 2023: Doggy Style (Strays, Stimme)
- 2024: Thelma, das Einhorn (Thelma the Unicorn, Stimme)
- 2024: Die wilden Neunziger (That ’90s Show, Fernsehserie, eine Episode)
- 2024: Sausage Party: Foodtopia (Fernsehserie, 7 Episoden, Stimme)
- 2024: Gremlins – Secrets of the Mogwai (Fernsehserie, 2 Episoden, Stimme)
- 2025: Irgendwie schwanger (Kinda Pregnant)